# Kapitan Pazur
Kapitan Pazur (ang. Claw) – komputerowa gra platformowa wydana przez Monolith Productions 30 września 1997. Wersja polska została wydana 12 maja 1998 przez Techland. 
Akcja gry toczy się w XVII wieku. Kapitan Pazur po odkryciu tajemnicy Amuletu Dziewięciu Istnień rusza w poszukiwanie medalionu.

## Rozgrywka
Kapitan Pazur jest dwuwymiarową, platformową grą zręcznościową. Gracz kieruje antropomorficznym kotem w stroju pirata, Natanielem Pazurem, i ma do przejścia 14 poziomów, które rozgrywają się w więzieniu La Roca i Podmorskich Grotach oraz na Wybrzeżu Piratów i Wyspie Tygrysów. Musi zebrać wszystkie fragmenty mapy i dziewięć klejnotów Amuletu Dziewięciu Istnień, które zdobywa po wygranych walkach z bossami. W trakcie rozgrywki zbiera znajdujące się na drodze skarby, unika pułapek i pokonuje przeciwników m.in. za pomocą szabli, pistoletu i dynamitu oraz czaru Magicznego Pazura. Bohater na początku gry posiada sześć żyć oraz 100 punktów zdrowia, które traci podczas pojedynków i które może odzyskać dzięki zbieranym po drodze napojom leczniczym.
Gra podzielona jest na tryb jedno- i wieloosobowy. W trybie jednoosobowym gracz, dzięki możliwości wczytywania gry, sam wybiera poziom i miejsce, od którego chce zagrać, poza tym może też grać na samodzielnie przygotowanych w edytorze poziomach. W trybie wieloosobowym maksymalna liczba uczestników wynosi 64, a ich zadaniem jest jak najszybsze przejście gry bądź zdobycie jak największej liczby punktów w poszczególnych poziomach.

## Fabuła
Akcja gry toczy się w XVII wieku. Nataniel Józef Pazur, kapitan panujący nad wodami Siedmiu Mórz i największy pirat Królestwa Zwierząt, jest poszukiwany przez króla Cocker Spaniarda, który oskarża go o liczne zbrodnie przeciw królestwu oraz lekceważenie korony i wyznacza 1 mln złotych monet za jego ujęcie. Statek kapitana zostaje zatopiony przez flotę marynarki pod wodzą admirała La Rauxe, który umieszcza Pazura wraz z załogą w lochach zamku La Roca. Tam bohater odnajduje fragment mapy i list byłego więźnia Edwarda Tobina, z którego dowiaduje się o Amulecie Dziewięciu Istnień, mistycznym artefakcie, który obdarza właściciela niemalże wiecznym życiem. Pazur ucieka ze swej więziennej celi, po czym rozpoczyna poszukiwania brakujących klejnotów medalionu.

## Produkcja
Producentem gry jest firma Takarajimasha. Za wydanie gry odpowiadała wytwórnia Monolith Productions, wersja polska została wydana przez Techland.
Po sukcesie gry rozważano stworzenie kontynuacji Kapitana Pazura. Zgodnie z zapowiedziami polskiego studia Techland druga część gry miała ukazać się na przełomie października i listopada 2007, a rozgrywka miała polegać na walce tytułowego bohatera z bandą Kapitana Dogera. Ze względu na utratę przez studio licencji na wykorzystywanie wizerunku Kapitana Pazura plany wydania kontynuacji zostały zawieszone. Zamiast tego w 2009 firma wydała grę Nikita: Tajemnica skarbu piratów, której główną bohaterką została antropomorficzna lisica w stroju pirata. Gracz miał za zadanie pokonać Dogera, pragnącego zdobyć Magiczną Szablę, która daje jej posiadaczowi panowanie nad morzami i oceanami.

## Odbiór
Gra uzyskała głównie wysokie oceny recenzentów. Krytycy chwalili grę m.in. za łatwe sterowanie. Doceniali także wysoki poziom oprawy graficznej, w tym ciekawie zaprojektowane lokacje i modele postaci, a także dobrze zaprojektowane przerywniki filmowe. Przychylnie oceniali oprawę dźwiękową gry, w tym fakt, że każdy z poziomów miał własną ścieżkę dźwiękową. Zwracali uwagę na wysoki poziom trudności rozgrywki, zwłaszcza w drugiej części rozgrywki. Ponadto doceniali dostępność edytora, który umożliwia tworzenie autorskich poziomów.
Polscy krytycy pozytywnie oceniali również polskojęzyczny dubbing gry, w którym głosu użyczyli m.in. Rafał Chmura jako Kapitan Pazur, Mirosław Guzowski jako La Rouxe i Wojciech Paszkowski jako sługa Pazura.
Niektórzy recenzenci określali rozgrywkę jako nudną, krytykowali także „frustrujący” i „nielogiczny” system zapisu gry, który zapamiętywał nie tylko etap rozgrywki, ale także liczbę żyć, poziom zdrowia i zapasy amunicji.